# الوعرة (الحديدة)

تعديل مصدري - تعديل

الوعرة هي إحدى قرى مديرية الضالع، التابعة لمحافظة الضالع اليمنية، بلغ تعداد سكانها 1731 نسمة حسب الإحصاء الذي أجري عام 2004.